# Obtusipalpis
Obtusipalpis és un gènere d'arnes de la família Crambidae descrit per George Hampson el 1896.

## Taxonomia
- Obtusipalpis albidalis Hampson, 1919
- Obtusipalpis brunneata Hampson, 1919
- Obtusipalpis citrina Druce, 1902
- Obtusipalpis fusipartalis Hampson, 1919
- Obtusipalpis pardalis Hampson, 1896
- Obtusipalpis rubricostalis Marion, 1954